# Evan Williams
Evan Clark Williams, född 31 mars 1972 i Clarks, Nebraska, är en amerikansk programmerare och internetentreprenör som har grundat flera internetföretag. Williams var tidigare ordförande och VD i Twitter.

## Biografi
Williams tredje barnet till Monte Williams och Laurie Howe. Han växte upp på en gård i Clarks, där han hjälpte till med bevattning av odlingar på somrarna. Han studerade vid University of Nebraska-Lincoln under ett och ett halvt år, men avbröt studierna för att fortsätta sin karriär.
Efter att ha lämnat skolan, arbetade Williams på olika teknikjobb och nystartade företag i Florida, i Key West, och i Texas, i Dallas och Austin, innan han återvände till sin familjegård i Nebraska. År 1996 flyttade han till Sebastopol, Kalifornien i Sonoma County för att arbeta vid teknikförlaget O'Reilly Media. Han började på O'Reilly som marknadsförare, men blev så småningom självständig entreprenör för att skriva datakod, vilket ledde till frilansuppdrag för företag som Intel och Hewlett-Packard.

### Pyra Labs och Blogger
Williams och Meg Hourihan grundade Pyra Labs för att producera mjukvara för projektledning. En anteckningsfunktion avknoppades som Blogger, en av de första webbapplikationerna för att skapa och hantera webbloggar. Williams uppfann termen "bloggare" och bidrog till att popularisera termen "blogg". Pyra köptes, efter att Hourihan och andra anställda lämnat företaget, av Google den 13 februari 2003.
År 2003 nämndes Williams i MIT Technology Reviews TR100-lista som en av de 100 främsta innovatörerna under 35 år i världen. År 2004 utsågs han till en av PC Magazines "Peopple of the Year", tillsammans med Hourihan och Paul Bausch för sitt arbete på Blogger.

### Twitter
I slutet av 2006, Williams grundade Obvious Corporation tillsammans med Biz Stone. Bland bolagets projekt fanns Twitter, ett populärt, socialt nätverk och mikrobloggtjänst. Twitter bröts ut till ett nytt bolag i april 2007, med Williams som grundare, styrelseledamot och investerare. I oktober 2008 blev Williams VD på Twitter, och efterträdde Jack Dorsey som blev styrelseordförande.
Vid Twitters börsintroduktion (IPO) 2013 värderades företaget till mellan 14 och 20 miljarder USD. En mediarapport uppskattade att Williams personliga förmögenhet, med en 30 till 35 procent av aktierna i bolaget, skulle växa från 2 till 8 miljarder miljarder USD till följd av Twitters värdestegring.

### Medium
Den 25 september 2012 startade Williams en förlagsplattform kallad Medium (Medium.com). Den var ursprungligen endast tillgänglig för anslutna medlemmar, men öppnades för allmänheten under 2013.
Den 5 april 2013 meddelade Williams och Stone att de skulle lämna Obvious Corporation för att fokusera på nya start up-företag.